# Evona
EVONA a.s. je česká výrobní firma vyrábějící punčochové zboží a spodní prádlo. Sídlo společnosti, stejně jako veškeré sklady a výroba, se nachází v Chrudimi.

## Historie společnosti

### Předválečné období
Nejvýznamnějším chrudimským podnikem v oblasti obuvnické a textilní výroby byla tzv. "Popprovka". U počátku velmi úspěšné firmy stáli Moric a Barbora Beckovi, kteří v Chrudimi zavedli roku 1879 výrobu jak hotové obuvi, tak jejích součástí, jež kompletovaly venkovské filiálky. V roce 1890 se stal Beckovým společníkem Bedřich Leopold Popper, který firmu po čtyřech letech převzal do své režie. Přes jisté problémy měla společnost v roce 1903 celkem 350 zaměstnanců.

### Světové války a období mezi nimi
Plány dalšího rozvoje zbrzdila první světová válka, přesto podnik přežil díky vojenským zakázkám. V roce 1917 zde pracovalo v nepřetržité výrobě 800 až 900 dělníků a roční výroba činila kolem 400 tisíc párů obuvi. Po válce se výrobní náplň rozšířila o „levnou obuv lidovou“ a vysoce kvalitní pro export, jež vycházela z předválečné technologie jemné obuvi.
V roce 1925 vznikl výrobní objekt nedaleko chrudimské železniční stanice. Firma navíc pro své zaměstnance postavila několik bytových domů a po roce 1903 si majitelé podniku vybudovali nové rodinné sídlo za městem v oblasti zvané na Podhůře.
Společnost budovala vlastní síť prodejen, kterých do roku 1938 vzniklo asi osmdesát. Tehdy firma nesla název Polický - Popper, neboť v roce 1932 se původní závod sloučil s podnikem F. Polického v Jaroměři v jednu obchodní společnost. K další změně, tentokrát na Polický - Ricker, došlo po okupaci v roce 1939, kdy dědicové B. L. Poppera přišli o továrnu i o svůj další majetek.

### Výroba punčochového zboží
V roce 1945 byl podnik znárodněn a obuvnická výroba skončila po roce 1949. Souběžně s tím však byla zahájena výroba punčoch v národním podniku EVA. Postupně se produkce rozšiřovala a k závodu se přičleňovaly další technické podniky. Závody nového podniku byly v Chrasti u Chrudimi, ve Vejprtech, Teplicích a v Hroubovicích. Část výroby byla nově určena pro export.
Podnik EVA produkoval převážně umělohedvábné druhy punčoch. Později zkoušel vyrábět punčochové zboží z přírodního hedvábí, což se ale neosvědčilo. Začal proto hledat nové materiály. Po odzkoušení bavlny zahájil podnik roku 1953 produkci výrobků z polyamidových (silonových) vláken. O ně byl mezi odběrateli zájem a společnosti se tak několikanásobně zvýšil dosavadní objem výroby.
V letech 1968-1969 začal podnik vyrábět výrobky pod svou značkou Evona.
Během října roku 2009 se majitelem firmy stal Lubomír Motyčka.